# فلدهرن‌هاله

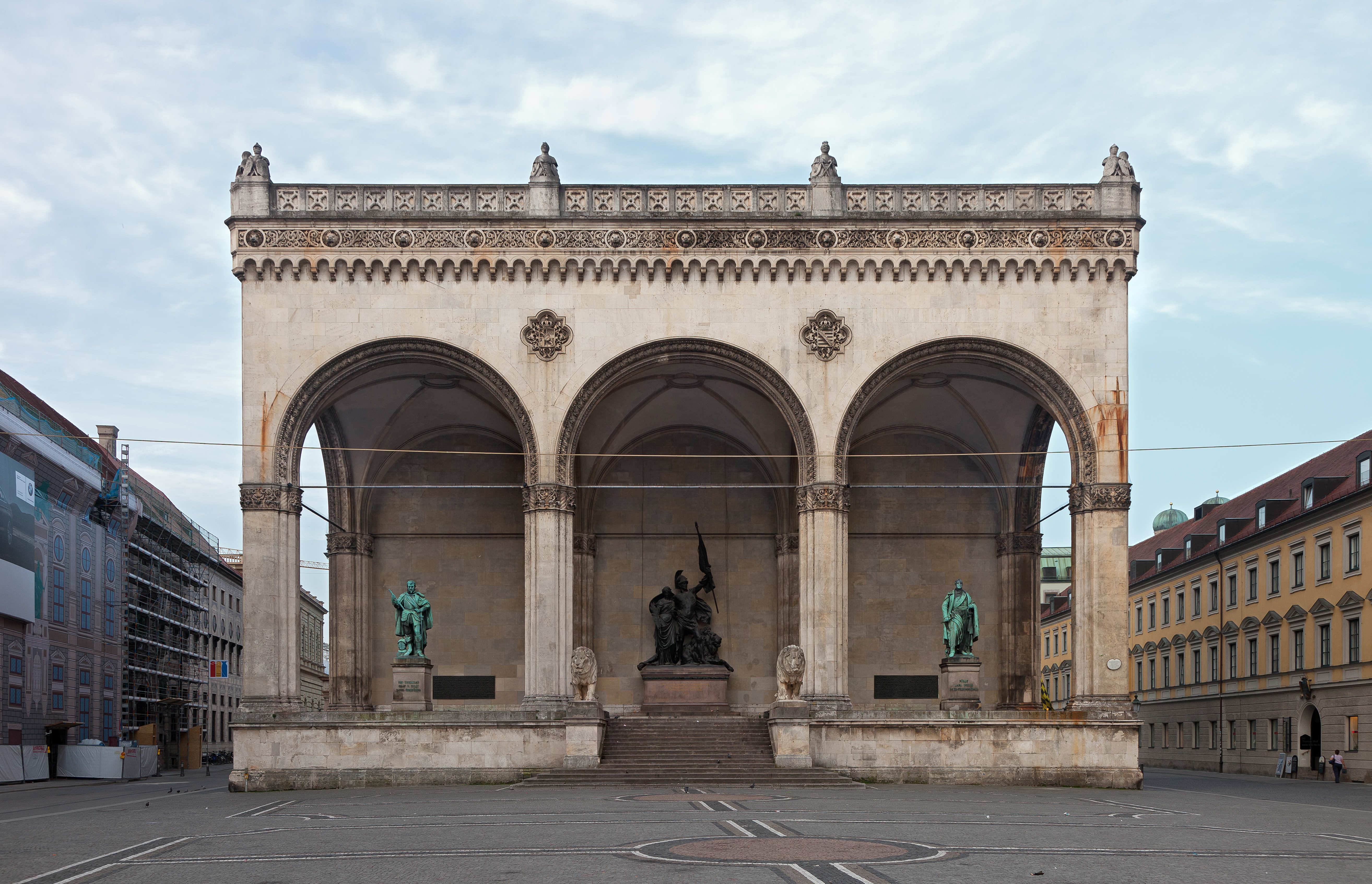
فلدهرنهاله در اودئون‌پلاتس

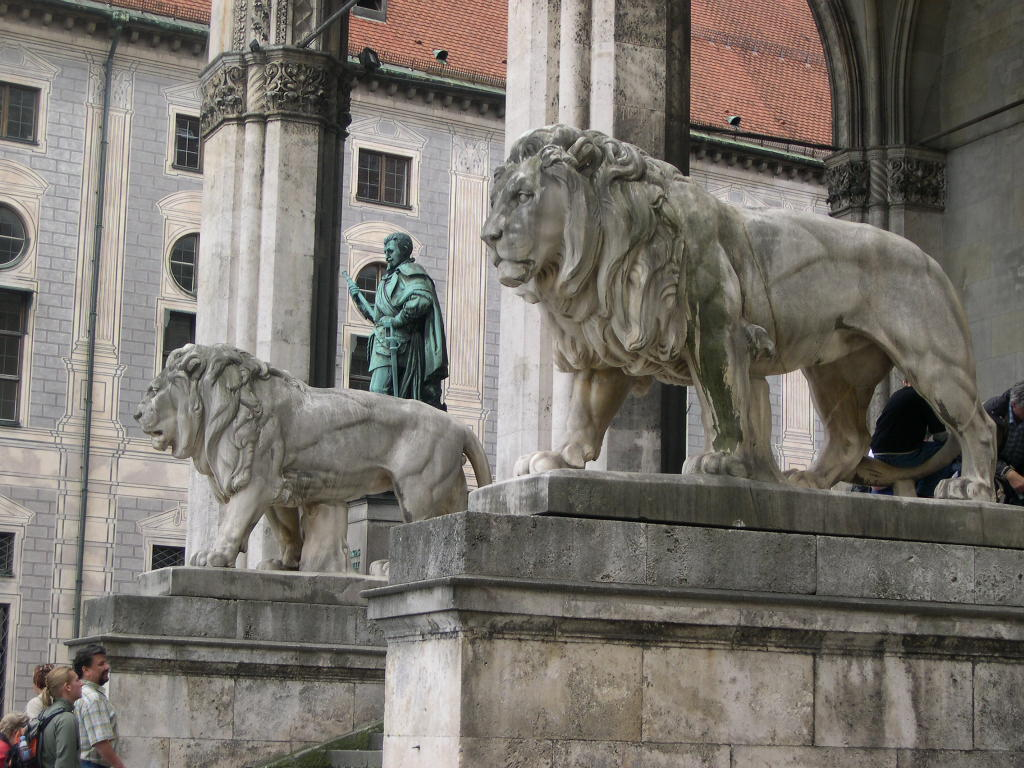
شیرهای سنگی در فلدهرنهاله اثر ویلهلم فون رومان

فلدهرنهاله (آلمانی: Feldherrnhalle) یا تالار فیلدمارشال‌ یک ایوان بزرگ یادبود در شهر مونیخ آلمان است. این ایوان که با الهام از یک سازهٔ مشابه در شهر فلورانس طراحی گردید، در سال ۱۸۴۱ به‌دستور لودویگ یکم بایرن ساخته شد.
این تالار در سال ۱۹۲۳ مکان وقوع نبردی کوتاه بود که شکست کودتای مونیخ توسط آدولف هیتلر منجر شد. در دوران حکومت رژیم نازی، این بنا، یادبودی جهت بزرگداشت مرگ ۱۶ عضو حزب نازی بود.